# Embalse de Almoguera
El embalse de Almoguera es un embalse español situado en el cauce del río Tajo a su paso por el término municipal de Almoguera, en la provincia de Guadalajara. Se inauguró en 1947 como central hidroeléctrica para complementar a la de Bolarque, y como reguladora del caudal del río ante las posibles crecidas e inundaciones de las tierras.